# Miranda Trnjanin
Miranda Trnjanin, slovenska gledališka igralka, * 2. junij 1991, Ljubljana
Od leta 2017 je igralka v svobodnem poklicu.
Bila je ena od treh igralk, ki so vodile Borštnikovo srečanje 2016.
Leta 2019 se je na radiu MARŠ pridružila komentiranju predstave še ni naslova (2018) Slovenskega mladinskega gledališča v oddaji iz serije podcastov Abonma:Borštnik v okviru Borštnikovega srečanja 2019.

## Študij
Po Gimnaziji Vič se je vpisala na študij dramske igre na AGRFT. Leta 2017 je magistrirala iz umetniške besede.
Poleg tega se je izobraževala v Dramski šoli Barice Blenkuš in nastopila v predstavi Suzn (2011), produkciji te šole.
Leta 2011 je z ostalimi študentkami in dijakinjami na Mesarskem mostu v Ljubljani izvedla plesni flash mob, ki ga je navdihnil ples Beyoncé v videospotu Single Ladies (2008). Dogodek je potekal v izvedbi gledališča Senzorium v okviru evropskega projekta Generosity.
Leta 2015 je z ostalimi študenti AGRFT sodelovala v bralni predstavi besedila Ptice selivke Katje Markič, študentke dramaturgije in scenske umetnosti na AGRFT in prejemnice nagrade za mladega dramatika na 45. Tednu slovenske drame.

## Igralstvo
Nastopila je v vlogi Ive Zupančič v predstavi Reka, Reka/Syntapiens::IZ (2018) režiserja Dragana Živadinova. Opogumila je režiserja pri snovanju tega projekta. Ko jo je videl na odru, je namreč vedel, da ima pravo igralko za vlogo Zupančičeve.
Leta 2015 je ob slovenskem kulturnem prazniku sodelovala na tradicionalnem recitalu Prešernove poezije v organizaciji Združenja dramskih umetnikov Slovenije na Prešernovem trgu v Ljubljani.
Leta 2019 je na literarnem večeru s pisateljico Sibylle Berg interpretirala dele njenega romana Nekaj ljudi išče srečo in crkne od smeha. Dogodek je pripravil Goethe-Institut Ljubljana v okviru Evrope v fokusu na 35. Slovenskem knjižnem sejmu.

## Zasebno
Njena materna jezika sta bosanščina in slovenščina. Visoka je 182 centimetrov.

## Nagrade in priznanja
- študentska Prešernova nagrada, 2015, za vlogo Tijane v predstavi Čiščenje idiota (Milan Marković Matthis)[17]
- študentska Severjeva nagrada, 2014, za vlogo Agripine v predstavi Britanik (Jean Racine)[18][17]
- nagrada zlatolaska (AGRFT), 2012, za vlogo Mirele v študentskem filmu Divji vzhod (2012)[17]

## Gledališke predstave
- 2019 Nekaj ljudi išče srečo in crkne od smeha, Sibylle Berg, SNG Nova Gorica
- 2018 Fortinbras, Hamlet, W. Shakespeare, Slovensko stalno gledališče, Trst
- 2018 Neključni kamen spotike: predstavje, Zala Sajko, Gledališče GLEJ
- 2017 Gabriela Benassar Vrh ledene gore, Antonio Tabares  MGL
- 2017 Vera Iljinišna Rostova, Anuška, Vojak, Mrtvec, Vojna in mir, Lev Nikolajevič Tolstoj, SNG Drama Ljubljana, MGL in Cankarjev dom
- 2016 Luiza, Liliom, Ferenc Molnár, SNG Drama Ljubljana
- 2015 Tijana, Čiščenje idiota, Milan Marković Matthis, SNG Drama Ljubljana in AGRFT
- 2014 Tik pred revolucijo: mladost,  SNG Drama Ljubljana,  Akademija za gledališče,  radio,  film in televizijo
- 2014 Cara Negri, Hotel modra opica, Miha Nemec in Nejc Valenti, SNG Drama Ljubljana in Mestno gledališče Ptuj
- 2014 Na most, Gledališče GLEJ
- 2014 Jaz jaz jaz jaz, Gledališče GLEJ
- 2014 Marta Boll, Fiziki, Friedrich Dürrenmatt, MGL

Vir

## Filmografija
- Eva (delovni naslov, dokončan predvidoma leta 2020), celovečerni film, režija: Tijana Zinajić[20]